# Happy Rock Hours
 (février 2025).
- Si vous ne connaissez pas le sujet, laissez ce bandeau (vous pouvez alors contacter les auteurs).
- Si vous supprimez le contenu mis en cause (vous pouvez préalablement contacter les auteurs),

argumentez précisément cette suppression dans la page de discussion
(un manque de référence n'est pas un argument ; une recherche réelle de référence doit avoir été effectuée, être formellement documentée).
 (février 2025).
Motif : Notoriété encyclopédique ? Ephémère émission qui revient tout juste cette année...
- Archive Wikiwix
- Bing
- Cairn
- DuckDuckGo
- E. Universalis
- Gallica
- Google
- G. Books
- G. News
- G. Scholar
- Persée
- Qwant
- (zh) Baidu
- (ru) Yandex
- (wd) trouver des œuvres sur Wikidata

| 1. | Préciser le motif de la pose du bandeau. | Précisez le motif de la pose du bandeau en utilisant la syntaxe suivante : {{admissibilité à vérifier\|date=mars 2025\|motif=remplacez ce texte par le motif}}                        |
| 2. | Informer les utilisateurs concernés.     | Pensez à avertir le créateur de l'article, par exemple, en insérant le code ci-dessous sur sa page de discussion : {{subst:avertissement admissibilité à vérifier\|Happy Rock Hours}} |

Pour les articles homonymes, voir HRH.
Happy Rock Hours (parfois abrégé en HRH) est une émission de rock diffusée sur Europe 2 entre 22 h et minuit du lundi au jeudi, et de 20h a minuit le vendredi et samedi. D'abord animée par Double F jusqu'au 1er septembre 2006, ensuite remplacé par Éric Madelon, du 1er septembre 2006 à août 2008. Deux ans après avoir arrêté, Double F reprend les commandes de l'émission, le 1er septembre 2008 à partir de 20h00.
Cette émission a remplacé la libre-antenne « Radioblogs ».
Après près de 4 ans de présence, l'émission Happy Rock Hours laisse la place à PopRock the Volume en janvier 2010.
Le vendredi 26 août 2022 après plus de 12 ans d'absence, l'émission est de retour animée par MIKL.

## Animateurs
- Double F : Vers le début mars 2006 jusqu'au 1er septembre 2006 ;
- Cyril Monnier : Pendant le mois de vacances de Double F (En août 2006) ;
- Eric Madelon : le 1er septembre 2006 à aout 2008 ;
- Double F : Depuis le 1er septembre 2008 jusqu'au 25 janvier 2010.
- MIKL :  26 août 2022 à Juillet 2023
- Philippe Manoeuvre : Depuis le 25 aout 2025

## Dans l'émission par Double F (2006)

### T'en veux? t'en veux plus?
À 21h30, l'animateur proposait aux auditeurs d'Europe 2, un groupe ou un artiste de rock pour savoir s'il pouvait passer à 22h30 trois chansons à la suite de ce groupe. Les auditeurs pouvaient alors voter par SMS « Vote Pour » ou « Vote Contre ».
- Si le « pour » l'emporte, l'animateur passe alors une chanson.
- Si le « contre » l'emporte, l'animateur arrête les votes et passe à un autre artiste, mettant un terme au T'en veux ? t'en veux plus ?.

### Axe Boat
Pendant les vacances d'été de 2006 et de 2007, et pendant le passage du Axe Boat sur les villes du littoral, l'émission avait un correspondant sur le bateau qui retransmettait ce qui s'y passait. Le correspondant trouvait quelqu'un à aller voir comme le DJ ou de simples personnes (surtout des demoiselles).

## Dans l'émission par Éric Madelon (2006-2008)

### L'heure des nouveautés rock
De septembre 2007 à juillet 2008, JPS (ex Indépendance Mix) a accompagné de 23 h à minuit (sauf le vendredi) Éric Madelon pour faire le point sur les nouveautés rock.

### Happy rock hours live
Le vendredi à partir de 23h, l'émission est en « live » : c'est toujours des chansons de rock mais cette fois-ci les chansons sont prises des albums lives et des concerts.

### Les news
Cela se passe généralement vers 22h15, avec Stan Dutillieux. À chaque émission, trois nouveaux artistes sont présentés.

## Dans l'émission par Double F (2008-2009)

### La JP news
Jean-Pierre Sablier présente un groupe de rock/électro-rock indépendant et diffuse un de leurs titres.

## Dans l'émission par Double F (2009-2010)

### L'album de la semaine
Double F présente chaque semaine l'album d'un artiste ou groupe pop rock Virgin radio.

### Le duel rock
À 21h30, Double F presente deux titres à voter tous les soirs si l'artiste 1 emporte tapez 1 ou pour le 2, tapez 2

### Le double de double
À 22h, Double F passe deux titres d'un artiste Virgin radio à la suite.

### La playlist des auditeurs
À 23h, Double F passe à l'antenne un auditeur ou une auditrice de Virgin Radio, qui présente cinq titres au choix, coups de cœur pour l'auditeur. Le but est de faire découvrir la musique que les auditeurs aiment.

### Le Dernier Titre
À 23H55, en clôture de l'Happy Rock Hours, Double F passait un de ses sons coup de cœur